# BR-473
Pour les articles homonymes, voir Route 473.
La BR-473 est une route fédérale de liaison de l'État du Rio Grande do Sul qui débute sur le territoire de la municipalité de São Gabriel, au Sud-Ouest de l'État et s'achève à Sarandi, district de Rio Grande, au Sud-Est du même. Son point de départ se trouve à l'embranchement avec la BR-290 et elle s'achève à la jonction avec la BR-471. Entre le district d'Aceguá de la commune de Bagé et un kilomètre avant d'arriver à celle d'Herval, au point de rencontre avec la RS-608, la route n'est pas encore construite ou en cours d'implantation. Les tronçons entre São Gabriel et la BR-293, et entre Airosa Galvão, autre district de Rio Grande, et Sarandi sont en terre. À Santa Izabel do Sul, district de la même ville, à 17 km de son terme, elle traverse le Canal de São Gonçalo au milieu de jolis paysages sauvages.
Elle comporte quelques tronçons encore non construits ou en cours de construction, notamment entre Porto Xavier et São Borja - environ 160 km.
Elle dessert, entre autres villes :
- Lavras do Sul ;
- Bagé ;
- Herval ;
- Arroio Grande ;
- Pedro Osório.

Elle fait 391,1 km de long (y compris les tronçons non construits).